# Paradigma informacional
Paradigma informacional fa referència a les diferents perspectives des de les quals tenen lloc els estudis sobre el comportament informacional (CI), i a partir de les quals es desenvolupen els diferents models teòrics i metodològics per guiar la investigació en aquest camp de la informació. Tenint en compte l'evolució d'aquests estudis sobre el CI, es pot diferenciar entre paradigma tradicional o orientat al sistema i paradigma alternatiu o orientat a l'usuari.

## Evolució històrica
L'inici dels estudis sobre el CI es pot datar a principis del segle xx. L'objectiu final de l'estudi del CI és la millora dels sistemes d'informació per adaptar-lo a les necessitats dels usuaris: què necessiten, què busquen, com gestionen el seu procés de recerca i quin ús fa finalment de la informació obtinguda.
Fins a la dècada dels 80, els estudis s'havien centrat en l'ús dels recursos d'informació i en el procés de recerca, sense tenir en compte el context de l'usuari ni l'ús que en feia de la informació. Consegüentment, els estudis excloïen els usuaris potencials que havien accedit poc o mai a algun sistema d'informació, limitant la planificació de sistemes d'informació adequats a la totalitat d'usuaris potencials i creant deficiències en l'objectiu final de l'estudi del CI. A partir dels anys 80 comencen els canvis en la perspectiva d'aquests estudis. T.D. Wilson proposa un canvi en el vocabulari professional, rebutjant el terme necessitat d'informació i incorporant el terme "conducta de recerca d'informació" (information seeking behavior) ampliant el sentit de l'estudi del procés de recerca i enfocant-lo cap a la conducta humana de l'usuari. Aquesta modificació va provocar un canvi en l'objecte de l'estudi i, en conseqüència, un canvi substancial en la investigació del CI. El 1986, Brenda Dervin i Michael Nilan, en el seu treball Information Needs and Uses, van proposar un canvi de paradigma, afirmant que els estudis orientats al sistema i el paradigma “tradicional” eren insuficients per a la millora dels sistemes d'informació i proposen un paradigma “alternatiu” més orientat a l'usuari.

## Comparativa
El principal canvi suggerit per Dervin i Nilan, és la manera de concebre la informació i la necessitat d'informació: la informació passa de ser quelcom objectiu, extern i tangible a quelcom subjectiu cognitiu i situacional. La necessitat d'informació passa a entendre's com quelcom necessari per desenvolupar una tasca o una realització personal a (Maurice Line, 1974)a entendre’s com un procés d'assignació de sentit a una realitat caòtica (Dervin). L'usuari i el seu context determinen el valor de la informació proporcionada pel sistema d'informació, que s'ha d'adaptar a l'usuari i no al revés.
| PARADIGMA TRADICIONAL (orientat al sistema)           | PARADIGMA ALTERNATIU (orientat a l'usuari)              |
| ----------------------------------------------------- | ------------------------------------------------------- |
| Informació objectiva                                  | Informació subjectiva                                   |
| Usuari passiu                                         | Usuaris actius                                          |
| Definició de necessitat d'informació imprecisa i vaga | Definició de necessitat d'informació precisa i tangible |
| Context transsituacional                              | Context situacional                                     |
| Visió parcial del procés de recerca de la informació  | Visió global del procés de recerca de la informació     |
| Conducta externa                                      | Pensaments interns                                      |
| Individualitat caòtica                                | Individualitat sistemàtica                              |
| Metodologia quantitativa                              | Metodologia qualitativa                                 |

Els estudis realitzats des de la perspectiva del paradigma tradicional se centren en el funcionament del sistema independentment de l'usuari (les transaccions entre usuari i sistema, l'ús que suporta el sistema, el grau de coneixement del sistema per part de l'usuari, satisfacció de l'usuari amb l'ús del sistema…)
Per contra, els estudis realitzats des de la perspectiva del paradigma alternatiu, se centren en l'usuari, independentment al sistema al qual accedeixi per buscar informació (el seu context, les causes que el porten a iniciar el procés de recerca, com l'usuari resol situacions problemàtiques a partir de la informació obtinguda, quines decisions pren l'usuari a partir de l'ús d'aquesta informació...)
Amb tot, amb dues perspectives són vigents i conviuen en la investigació sobre els usuaris dels sistemes d'informació i el seu CI. La perspectiva orientada a l'usuari servirà com a punt de partida per la planificació d'un sistema d'informació, mentre que a perspectiva orientada al sistema serà útil per a la seva avaluació.

## Models o estudis derivats
A partir de la diferenciació d'aquest nou paradigma informacional neixen nous models de referència que descriuen el procés de recerca de la informació, les seves causes, i les relacions de les diferents etapes per les quals passa l'usuari en aquest procés. Alguns d'aquests nous models són la teoria del Sensemaking de Dervin i el procés de cerca de la informació de Kuhlthau (ISP).